# Alpy (báseň)
Alpy (původním názvem Die Alpen) je lyrická poučná báseň švýcarského botanika a básníka Albrechta von Hallera, sepsaná roku roku 1729, jež vyšla ve sbírce Versuch Schweizerischer Gedichte. Skládá se ze 49 osmiveršových strof, z nichž každá obsahuje 10 alexandrínů. Díky této básni, řazené mezi lidovou (rolnickou) tvorbu, se Haller nesmazatelně zapsal do švýcarské národní poezie.

## Obsah
Hallerovým motivem k sepsání básně byla jeho cesta do Alp, kterou podnikl v roce 1728 s curyšským přírodovědcem Johannesem Gessnerem. Formou vykazuje báseň markantní barokní rysy a svým obsahem se soustředí zejména na popisné pasáže a morální úvahy, opěvující krásu hor a skromnost tamějších obyvatel, které staví do vzájemného kontrastu s obyvateli údolí, jež jsou podle něj zkaženi lačností po peněžích a kterými alegorizuje absolutistické panovníky. Inspirací byla Hallerovi dílo Daniela Caspera von Lohensteina. Haller však patří mezi zástupce raného osvícenství, který se společně s jeho krajany Johannem Jakobem Bodmerem a Johannem Jakobem Breitingerem snažil přiblížit krásy majestátních Alp vzdělanému publiku. K návštěvě hor ho netáhlo pouze vědecké poznání, nýbrž i samotný zážitek. I v případě Hallerovy básně nalézáme stopy anakreontiky.
Zprvu byla báseň rozdělena do deseti slok, na nichž pracoval několik měsíců. Však mu zcela nevyhovoval koncept sonetů, se kterými se ztotožňuje pouze tzv. coupletem a důsledným střídáním mužského a ženského rýmu. V koncovém rýmu se rozhodl pro jeho úplnou formu.
První část básně (4. až 31. strofa) zpřítomňuje těžký život horských sedláků. V části druhé (32. až 44. strofa) následuje čtenář výstup do neúrodné krajiny horských vrcholů. V závěru básně autor kritizuje stav jeho současné civilizace a chválí vesnickou skromnost.
V poznámkách pod čarou, o něž je báseň doplněna, odkazuje autor na rostliny, které Haller popisuje ve svém hlavním díle Enumeratio methodica stirpium Helvetiae indigenarum. Jedná se o sesel, hořec žlutý, hořec tolitovitý, hledík, jarmanku větší, pěnišík rezavý, pěnišík chlupatý a silenku bezlodyžnou.